# Conclaaf van 1903

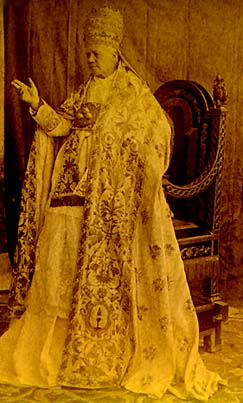
paus Pius X werd gekozen tijdens het conclaaf van 1903

Het Conclaaf van 1903 vond plaats van 31 juli tot 4 augustus 1903 en volgde op de dood van de drieënnegentigjarige paus Leo XIII en leidde tot de verkiezing van Giuseppe Melchiorre Sarto als paus Pius X. 

## Verloop
In 1903 was een einde gekomen aan het vijfentwintigjarig pontificaat van Leo XIII, een liberale curie-kardinaal die op zijn beurt de conservatieve paus Pius IX was opgevolgd. De centrale vraag tijdens dit conclaaf was of de politiek van Leo zou worden voortgezet, of dat de meer behoudende stroming zou winnen. 
Voor de eerste factie was Mariano Rampolla del Tindaro, de kardinaal-staatssecretaris van Leo XIII de aangewezen kandidaat. Voor de andere stroming leek Sarto de voor de hand liggende keuze. Tijdens het conclaaf leek het er in eerste instantie op dat Rampolla gekozen zou worden. Na de vierde stemronde evenwel nam kardinaal Jan Puzyna de Kosielsko, aartsbisschop van het in de Oostenrijkse Dubbelmonarchie gelegen Krakau het woord en berichtte dat een keuze van Rampolla zou stuiten op een veto van keizer Frans Jozef I. Op weg naar het conclaaf had de aartsbisschop hierover overleg gevoerd met de keizer. Als gronden voor het veto golden Rampolla's vermeende banden met de Vrijmetselarij en zijn steun - als staatssecretaris - aan de Derde Franse Republiek. 
Het Jus Exclusivae (veto-recht bij de pauskeuze) vond zijn oorsprong in de Middeleeuwen. Aanvankelijk claimde alleen de Spaanse koning dit recht. Later werd dit ook gegund aan de Franse koning en aan de Keizer van het Heilige Roomse Rijk. Frans Jozef maakte - als zelfbenoemd erfgenaam van die laatste - gebruik van dit recht.
Het conclaaf was danig in verwarring na deze mededeling. Even leek het het Oostenrijkse veto te willen trotseren, maar uiteindelijk koos het Sarto als nieuwe paus. Na zijn verkiezing vaardigde Pius vrijwel onmiddellijk een apostolische constitutie uit waarin het - op straffe van excommunicatie - in de toekomst verboden werd voor welke wereldlijke leider dan ook om een veto uit te spreken in relatie tot de keuze van een paus.